# Liothrips
Liothrips är ett släkte av insekter som beskrevs av Jindřich Uzel 1895. Liothrips ingår i familjen rörtripsar.

## Dottertaxa tillLiothrips, i alfabetisk ordning[1][2]
- Liothrips ampelopsidis
- Liothrips austriacus
- Liothrips brevicornis
- Liothrips brevitubus
- Liothrips buffae
- Liothrips caryae
- Liothrips castaneae
- Liothrips citricornis
- Liothrips corni
- Liothrips cunctans
- Liothrips debilis
- Liothrips dentifer
- Liothrips dumosus
- Liothrips eremicus
- Liothrips floridensis
- Liothrips gaviotae
- Liothrips ilex
- Liothrips invisus
- Liothrips laureli
- Liothrips lepidus
- Liothrips longitubus
- Liothrips monoensis
- Liothrips montanus
- Liothrips muscorum
- Liothrips ocellatus
- Liothrips piger
- Liothrips pruni
- Liothrips rostratus
- Liothrips russelli
- Liothrips sambuci
- Liothrips setinodis
- Liothrips tridentatus
- Liothrips umbripennis
- Liothrips usitatus
- Liothrips vaneeckei
- Liothrips varicornis
- Liothrips versicolor
- Liothrips xanthocerus